# 鈴木詩子
鈴木詩子（すずきしいこ）とは日本の漫画家。神奈川県出身。

## 経歴
2007年「真夜中の青春」で第9回アックスマンガ新人賞 佳作を受賞して漫画家デビュー。
著書『女ヒエラルキー底辺少女』（青林工藝舎）は、2016年に映画化された。監督は森岡利行、平嶋夏海が主演をつとめた。舞台でも上演され、こちらは主演は中島舞香が演じている。本の帯は、宮台真司が執筆している。
現在は「アックス」や奥様向け実話漫画誌を中心に活動中。好きなプロレスラーは棚橋弘至。

## 単行本
- 『女ヒエラルキー底辺少女』（青林工藝舎 2009年12月) ISBN 978-4883793068

## 雑誌特集
「アックス」 第73号 特集 鈴木詩子（青林工藝舎 2010年2月） ISBN 978-4883793082